# Tsukuyomi
Tsukuyomi (月読) ou Tsukuyomi-no-Mikoto (月夜見の尊), aussi connu sous le nom de Tsukiyomi ou encore Tsuki no Miya, est le kami et dieu de la Lune et de la nuit dans le shintoïsme et la mythologie japonaise. Il vivait aux cieux, dits Takama-ga-hara, avec sa sœur, la déesse du Soleil, Amaterasu.

## Étymologie
Le nom Tsukuyomi est une combinaison entre les kanji pour lune (tsuki) et lecture (yomu). Une autre interprétation dit que le nom viendrait de la combinaison entre « nuit au clair de lune » (tsukiyo) et le verbe regarder (miru). Cette déité possède plusieurs noms : Tsukuyomi-no-Mikoto (月読命, 月弓尊, 月讀尊, 月夜見尊), Tsukutsumi-no-Mikoto (都久豆美命), Tsukuyomi-Otoko (月読壮士, 月人壮士). Comme ce dernier nom l'indique, Tsukuyomi est traditionnellement considéré comme un kami mâle, mais certaines interprétations, probablement influencées par la métaphysique chinoise du yin et du yang, le considèrent comme une déité femelle ou androgyne.

## Légende
Tsukuyomi apparaît très peu dans la mythologie japonaise. 
Il apparaît pour la première fois dans le mythe de Mihashira-no-Kami (三柱の神) aussi appelé Mihashira-no-Uzunomiko, les trois nobles enfants divins d'Izanagi. Il est le second des trois enfants nés lorsque Izanagi, le dieu qui créa le monde, se nettoyait de ses souillures en prenant un bain à l'embouchure du fleuve Tachibana, à Himuka (actuelle préfecture de Miyazaki). Il serait né lorsque Izanagi se lava l'œil droit. Mais on dit parfois qu'il est né d'un miroir de cuivre qu'Izanagi tenait dans sa main droite Tsukuyomi grimpa ensuite à l'échelle céleste pour rejoindre les cieux, Takama-ga-hara, et sa sœur, Amaterasu. Cependant, il mit cette dernière en colère quand il tua Uke Mochi, la déesse de la nourriture. Amaterasu ne voulut plus voir Tsukuyomi et déménagea dans une autre partie du ciel. La légende explique que c'est pour cette raison que le jour et la nuit ne sont jamais ensemble. Dans d'autres versions plus récentes, c'est Susanoo, le dieu des tempêtes, qui tue Uke Mochi. Dans le Kojiki, il est dit que quand Tsukuyomi naquit de l'œil droit d'Izanagi, ce même lui donna le Royaume de la Nuit .

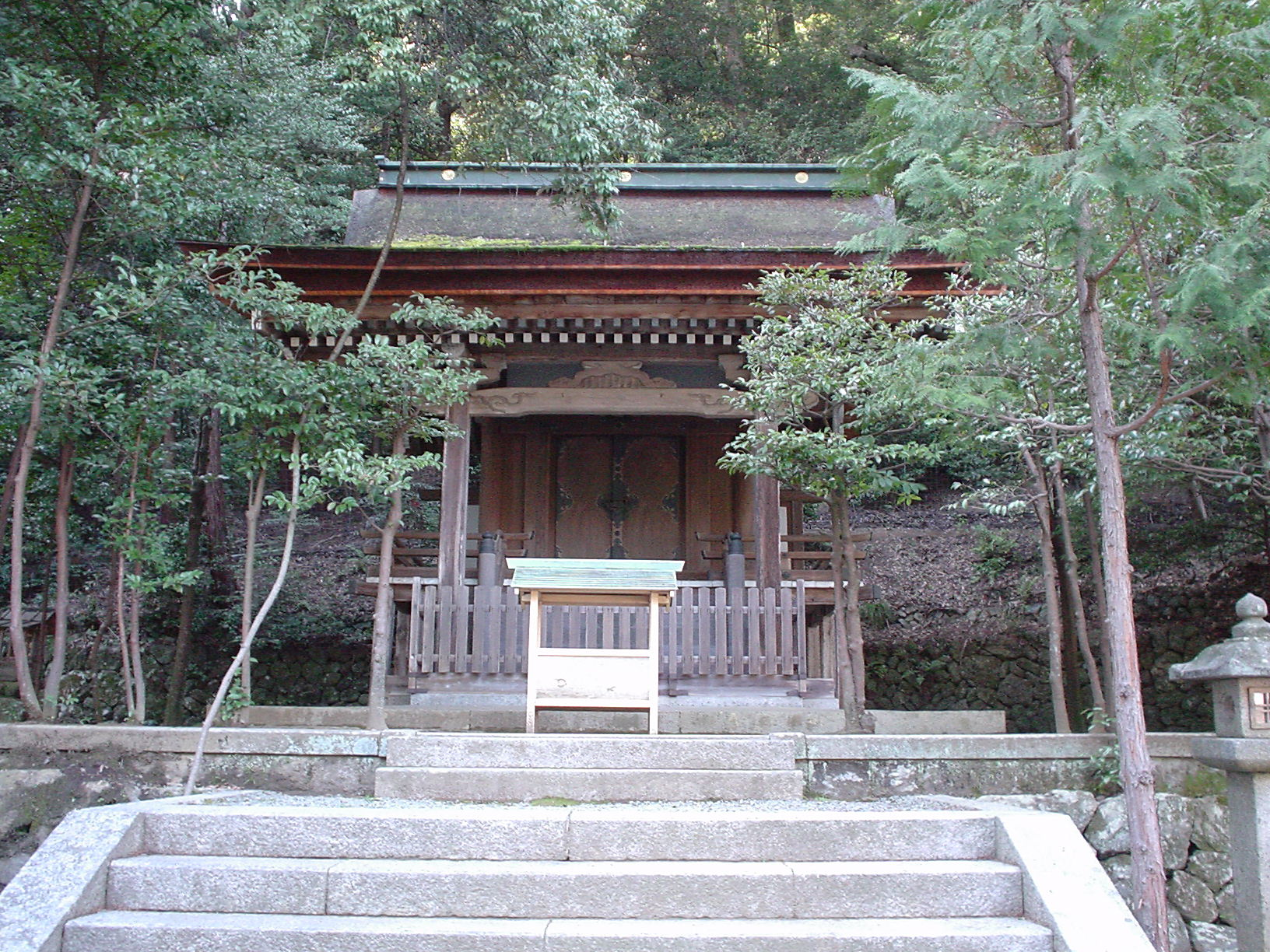
Lieu consacré à Tsukuyomi, au Matsunoo-taisha de Kyoto.

## Honneur
L'astéroïde (10412) Tsukuyomi porte son nom.